# Metasia aphrarcha
Metasia aphrarcha là một loài bướm đêm trong họ Crambidae. Loài này được Edward Meyrick mô tả năm 1887. Loài này được ghi nhận ở Tây Úc.